# La Trinité-de-Thouberville
La Trinité-de-Thouberville este o comună în departamentul Eure, Franța. În 1 ianuarie 2022 avea o populație de 416 de locuitori.

## Comune vecine
| Barneville-sur-Seine | Mauny |                            |
| Bosgouet             |       | Caumont                    |
|                      |       | Saint-Ouen-de-Thouberville |